# رالف أينسورث
الجنرال السير رالف بيجريل اينسورث، الحاصل على رتبة الإمبراطورية البريطانية، هو طبيب بريطاني وجراح، وضابط في الجيش البريطاني. وُلد في 20 سبتمبر 1875، وتُوفي في 27 يناير 1952 ومن 1930 إلى 1935 كان قائدًا لكلية طب الجيش الملكية. وخلال الحرب العالمية الثانية، شغل منصب مدير الخدمات الطبية في منظمة الحرب المشتركة التي شكلتها جمعية الصليب الأحمر البريطاني وجماعة القديس يوحنا.

## مهنته العسكرية
بدأ السير رالف مسيرته العسكرية في البحرية الملكية. وفي 26 فبراير 1900، تم تعيينه جراحًا في الخدمة الطبية البحرية. وفي عام 1902، انتقل إلى فيلق الفريق الملكي الطبي بالجيش البريطاني، حيث تم تعيينه ملازمًا تحت المراقبة في 1 سبتمبر 1902.

## التكريمات والأوسمة
في 1 يناير 1916، حصل السير رالف على وسام الخدمة المتميزة «للخدمة المتميزة في هذا المجال». وفي يناير 1919، حصل على جائزة الفضة المذهبةمن رئيس الجمهورية الفرنسية «للخدمات المتميزة التي تم تقديمها خلال الحملة».
وفي تكريمات عيد الميلاد لعام 1923، حصل السير رالف على رتبة الإمبراطورية البريطانية. وفي يونيو 1934، حصل على وسام القديس يوحنا. وفي تكريمات عيد الميلاد لعام 1935، حصل على وسام تقديراً لخدمته كقائد للكلية الطبية الملكية للجيش. وفي ديسمبر 1941، تمت ترقيته إلى قائد وسام القديس يوحنا الموقر.
وفي تكريمات عيد الميلاد لعام 1946، حصل السير رالف على وسام الفارس تقديرًا لدوره كمدير للخدمات الطبية في منظمة الحرب المشتركة. وفي 12 مارس 1946، كرّمه الملك جورج السادس برتبة فارسًا خلال حفل أقيم في قصر باكنغهام. وفي 23 ديسمبر 1946، كُرّم بوسام فارس القديس يوحنا.

## الحياة الشخصية
تزوج فلورنسا، ابنة الراحل إمري كيرالف من ميدان واشنطن بنيويورك، وأنجبت ابنتين.